# Douglas Vickers
Douglas Vickers (1861 – 1937) è stato un imprenditore e politico inglese.

## Biografia
Douglas Vickers fu un industriale inglese e politico. Figlio di Thomas Edward Vickers (1833–1915), proprietario e direttore della società di Sheffield, Vickers, Sons & Co. Ltd., e di Frances Mary Vickers, nata Douglas (1841–1904). Divenne a sua volta presidente della società di famiglia nel 1897, e fu Master Cutler of Sheffield nel 1908. Fu eletto deputato per il collegio di Sheffield Hallam nel 1918, e rimase fino al 1922.
Fu sposato con Katherine Chetwynd ed ebbero quattro figli: Oliver (1898–1928), Felicite (1901- morta subito dopo), Sholto (* 1902), e Angus (* 1904).
Il padre Thomas Edward Vickers, commissionò a John Singer Sargent di dipingere un ritratto di famiglia; quello di Douglas risale al 1914.